# 托马斯·希克斯

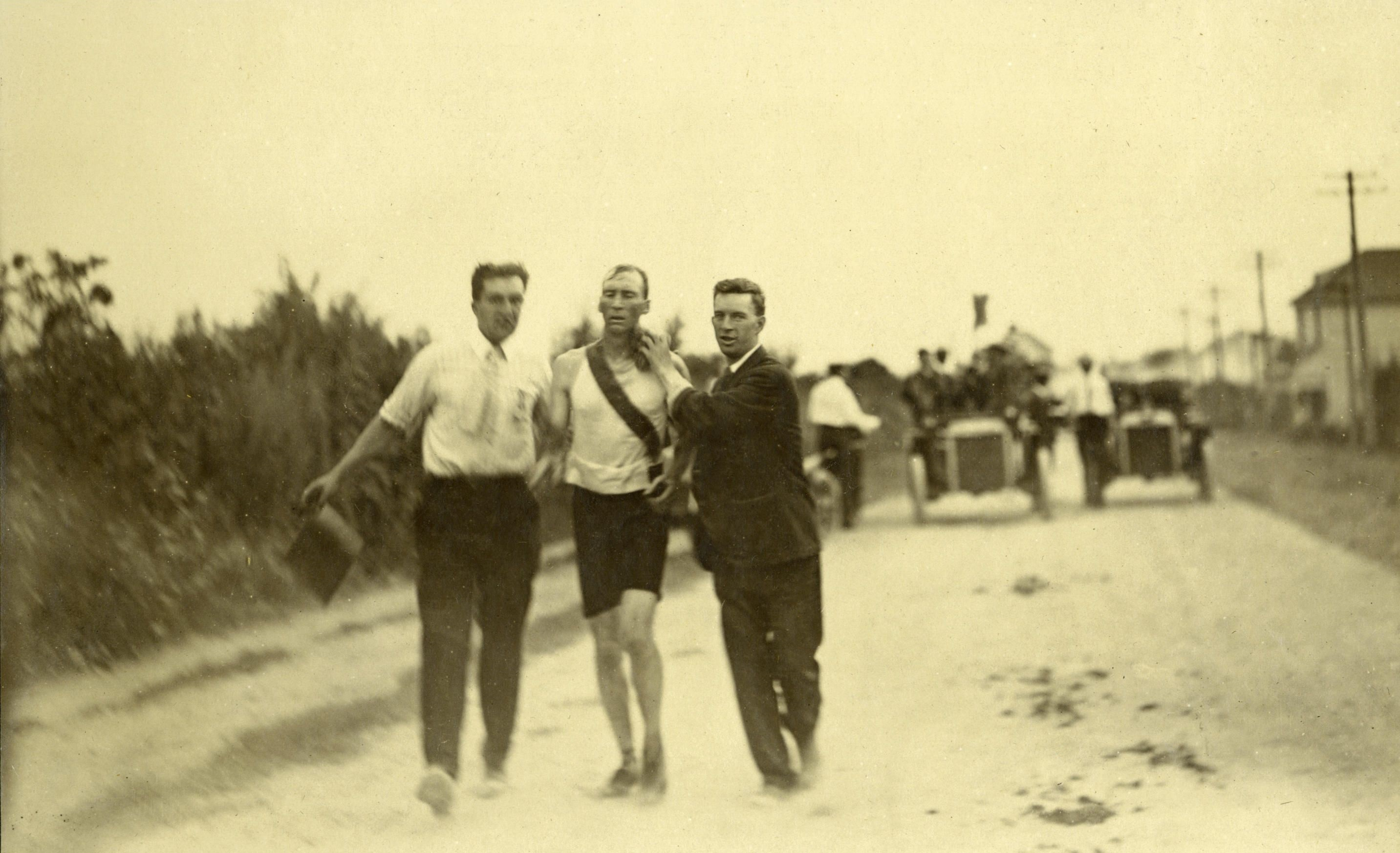
1904年夏季奥运会，希克斯与搀扶者

托马斯·约翰·希克斯（英語：Thomas John Hicks，1876年1月11日—1952年1月28日），美国男子田径运动员。他曾获得1904年夏季奥运会男子马拉松比赛金牌。他曾参加1901年和1902年波士顿马拉松赛，两次都获得第六名。